# Institut Ucac-Icam
 (janvier 2016).
L'Institut Ucac-Icam (anciennement IST-AC) est un établissement d’enseignement supérieur né d’un partenariat entre l'UCAC (université catholique d’Afrique centrale) et l’Icam (Institut catholique d'arts et métiers), groupe d'écoles d’ingénieurs ayant une expérience depuis 1898. Basé à la fois à Pointe-Noire au Congo (1er cycle) et à Douala au Cameroun (2d cycle), il forme des techniciens supérieurs et des ingénieurs techniquement compétents et humainement responsables.
En 2019, l'Institut Ucac-Icam a diplômé plus de 800 ingénieurs et techniciens supérieurs. Composées d'environ 20 % de filles, les nouvelles promotions accueillent de 50 à 60 étudiants dans les filières :
- Ingénieurs généralistes par apprentissage,
- Ingénieurs généralistes parcours international et innovation
- Ingénieurs informatiques,
- Ingénieurs des procédés.

Et aussi une centaine de techniciens supérieurs en maintenance Industrielle toutes options confondues.
En septembre 2019, le diplôme d'ingénieur généraliste par apprentissage de l'Institut Ucac-Icam est reconnu par l'État français à la suite d'une procédure d'accréditation par la commission des titres d'ingénieur. L'Institut devient ainsi la première école à obtenir la durée maximale de 6 ans et la première école privée à être habilitée par la CTI, dans la zone de l'Afrique centrale.

## Historique
L’Institut Ucac-Icam est né d’une demande, d’une volonté des industriels, et de la sous-région de la Communauté économique et monétaire de l'Afrique centrale (CEMAC), d’avoir des cadres qualifiés et compétents, afin de répondre à leurs attentes.
C’est alors que l’UCAC, siégeant à Yaoundé et qui a plus de 20 ans d’expérience dans les filières de formations en sciences sociales, sciences de gestion et théologie, se rapproche du groupe Icam en France. Ce groupe de 3000 étudiants et formant 600 ingénieurs diplômés par an, compte 12 campus dans le monde : 6 en France, 2 en Afrique centrale, 1 en RDC, 1 en Équateur et 1 au Brésil.

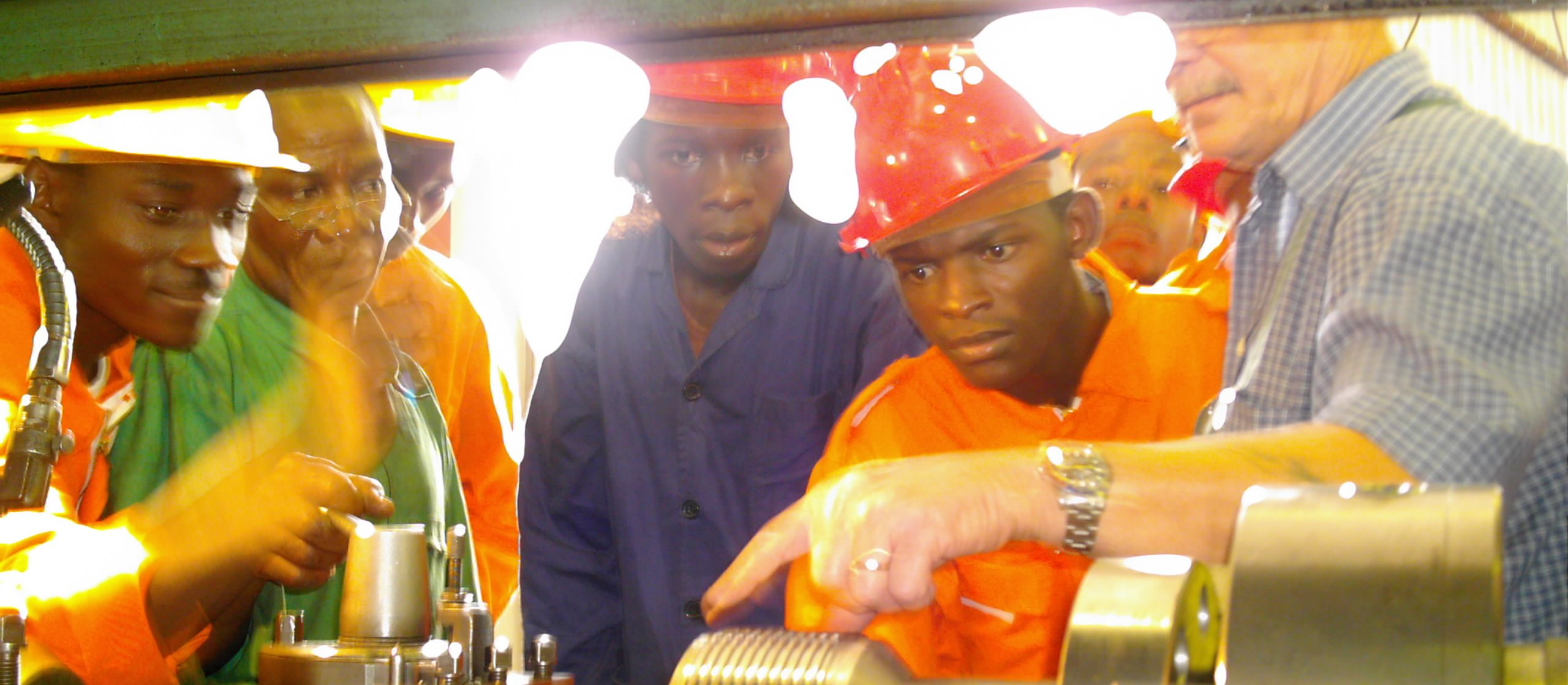
Étude de machine

## Formations proposées
Quatre formations diplômantes sont proposées à l’Institut :
1. Ingénieur généraliste par apprentissage en 5 ans (année A1-A2-A3-A4-A5). Le site de Pointe-Noire (en république du Congo) accueille les deux premières années de la formation (A1-A2), et celui de Douala (Cameroun) les 3 dernières années (A3-A4-A5)
2. Ingénieur généraliste parcours International et Innovation
3. Ingénieur Informatique
4. Ingénieur des procédés

Toutes ces formations sont ouvertes sur concours aux élèves des classes terminales scientifiques et techniques, sous réserve ou titulaires d'un baccalauréat. 

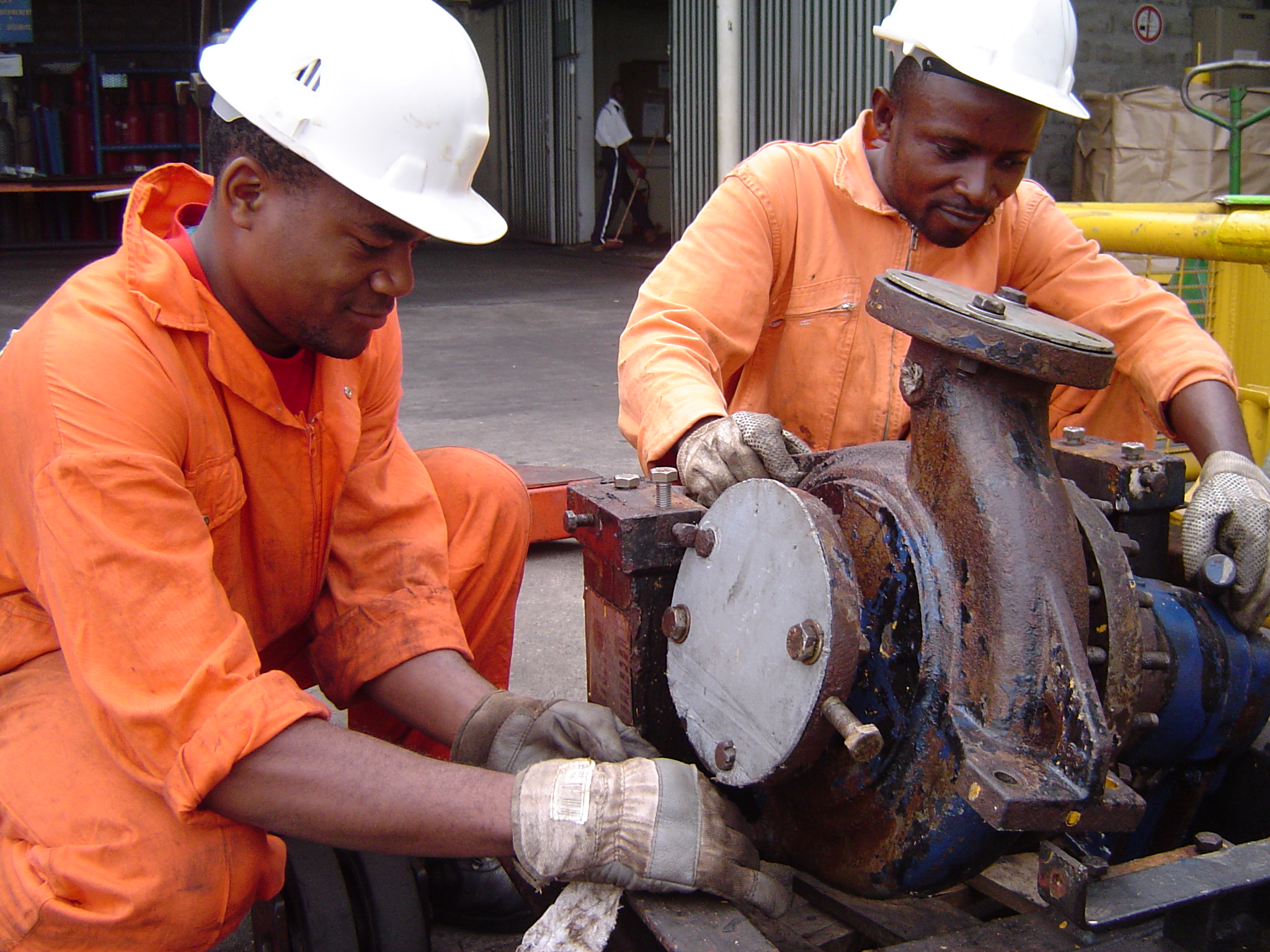
Alternance en entreprise

### Des promotions internationales

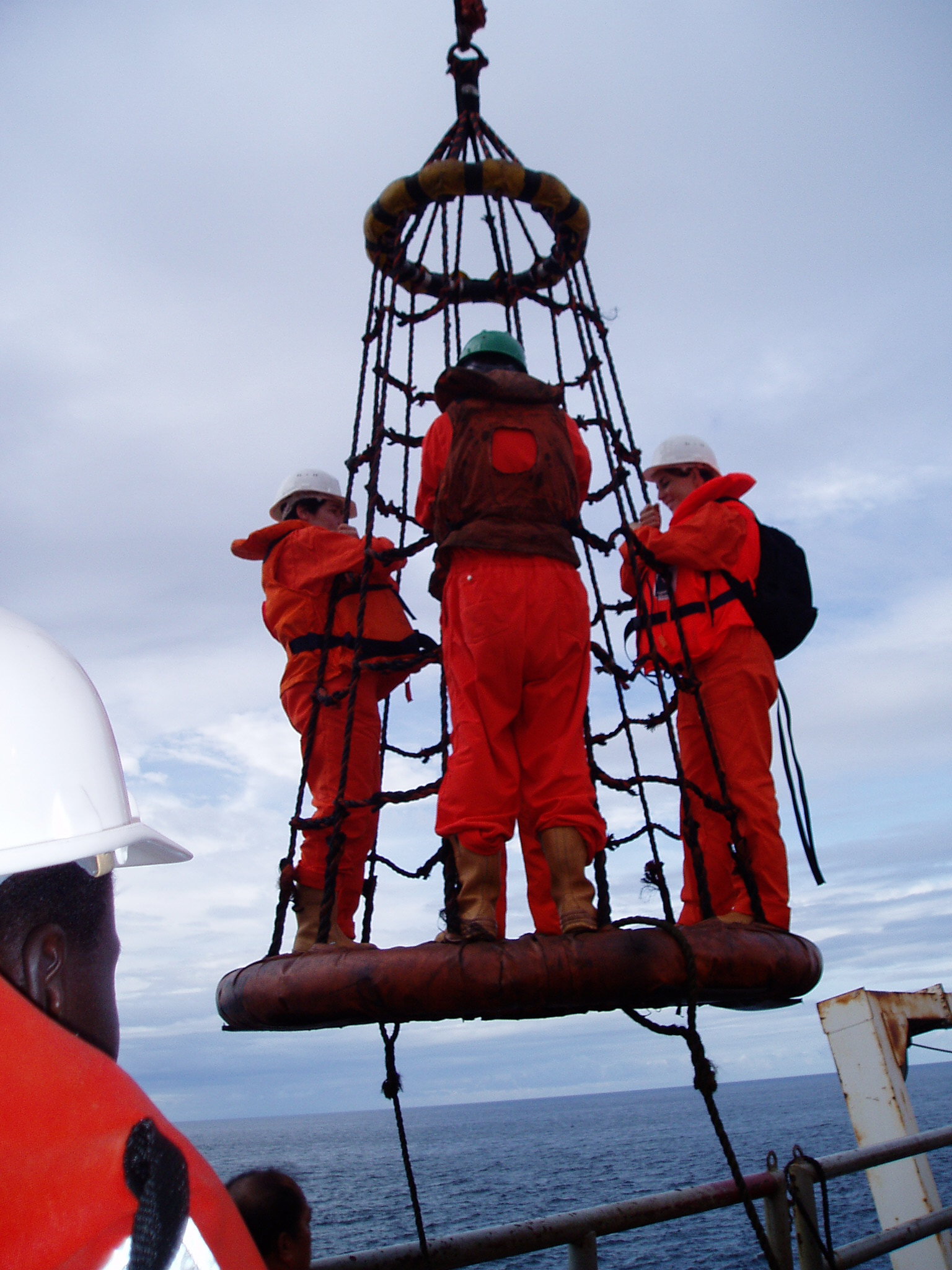
Sur les plateformes pétrolières

Différentes nationalités d'étudiants se côtoient au sein des promotions : camerounaise, congolaise (Brazzaville et Kinshasa), gabonaise, tchadienne, rwandais, togolaise, centrafricaine, angolaise.
L’Institut possède chaque année au moins 25 centres d’examens et/ou d’informations répartis à travers tous les pays d'Afrique centrale, dans lesquels les candidats peuvent passer le concours d’entrée de l’institut.

## Identité visuelle

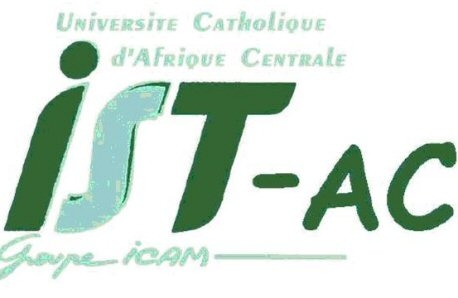
Logo de l'Institut de 2002 au début de 2010
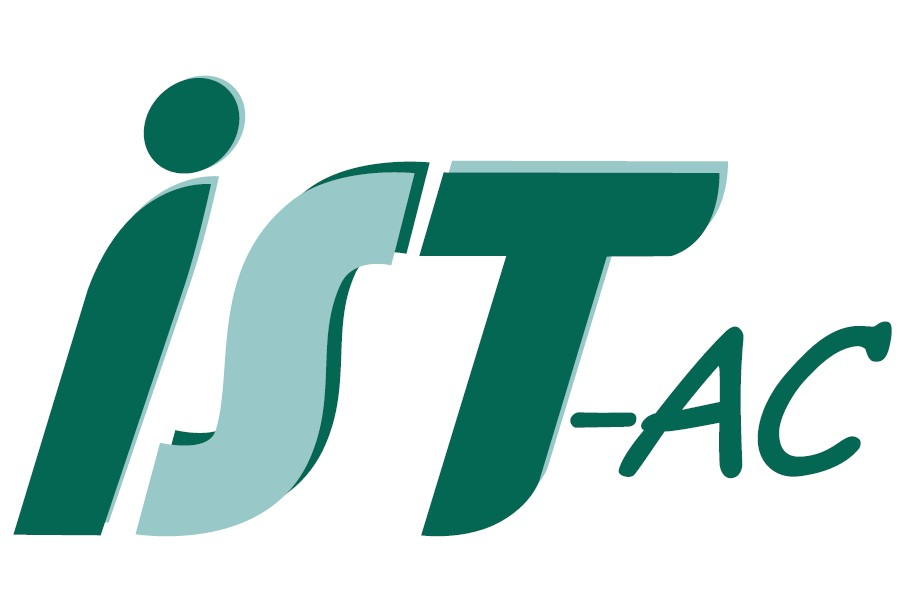
Logo de l'Institut du début de 2010 à 2013
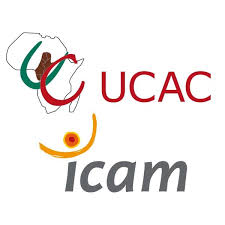
Logo de l'Institut depuis 2013-spécial réseaux sociaux
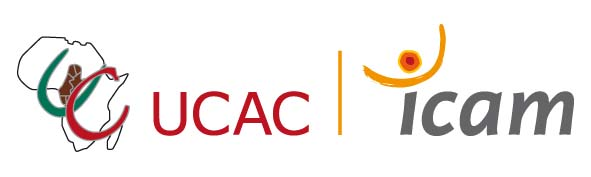
Logo de l'Institut depuis 2013-Logo version courte